# Gabriel Montalvo Higuera
Gabriel Montalvo Higuera (ur. 27 stycznia 1930 w Bogocie w Kolumbii, zm. 2 sierpnia 2006 w Rzymie) – kolumbijski duchowny katolicki, arcybiskup, nuncjusz apostolski w Stanach Zjednoczonych.

## Życiorys
18 stycznia 1953 otrzymał święcenia kapłańskie. W 1954 rozpoczął przygotowanie do służby dyplomatycznej na Papieskiej Akademii Kościelnej.
14 czerwca 1974 został mianowany przez Pawła VI nuncjuszem apostolskim w Nikaragui i Hondurasie oraz arcybiskupem tytularnym Celene. 
Sakry biskupiej 30 czerwca 1974 udzielił mu papież Paweł VI. 
Następnie w 1980 był przedstawicielem Watykanu w Algierii, Tunezji i Libii (1980-1986), Jugosławii (1986-1994) i na Białorusi (1993-1996).
W latach 1993–1998 pełnił funkcję rektora Papieskiej Akademii Kościelnej.
Od grudnia 1998 do grudnia 2005 pełnił funkcję nuncjusza w Stanach Zjednoczonych.